# ケンブリッジラテン語講座
ケンブリッジラテン語講座（英語: Cambridge Latin Course）はケンブリッジ大学出版局から出版されている高校用のラテン語の教科書。初版は1970年で現在は第五版。これまで350万冊以上売れた。イギリス版は全五巻、北米版は全四巻で内容の配置が異なる。

## 登場人物
- クウィーントゥス・カエキリウス・ユークンドゥス（Quintus Caecilius Iucundus）：富裕な銀行家ルーキウスの息子。
- ルーキウス・カエキリウス・ユークンドゥス（Lucius Caecilius Iucundus）：銀行家でクウィーントゥスの父。
- メテッラ（Metella）：クウィーントゥスの母でルーキウスの妻。
- グルミオー（Grumio）：向こう見ずでたまに飲んだくれる厨師。
- クレメーンス（Clemens）：カエキリウスに買われた奴隷。後に解放されアレクサンドリアでガラス細工店を開く。
- メリッサ（Melissa）：カエキリウスに買われた奴隷。
- スュパークス（Syphax）：奴隷商。おそらく中東の出身。
- フェーリクス（Felix）：以前カエキリウスが持っていた奴隷。
- ガーイウス・サルウィウス・リーベラーリス（Gāius Salvius Līberālis）：元老院の貪官。
- ルフィッラ（Rufilla）：サルウィウスの妻でクウィーントゥスの親戚。
- ブレガーンス（Bregans）：ブリタンニアの奴隷。
- バルビッルス（Barbillus）：アレクサンドリアの富民。
- ルフス（Rufus）：バルビッルスの子。
- ティベリウス・クラウディウス・コギドゥブヌス（Tiberius Claudius Cogidubnus）：ブリタンニアのレギニー族の王。
- ベリミクス（Belimicus）：ブリタンニアのカンティイー族の首長。ドゥムノリクスと対立している
- ドゥムノリクス（Dumnorix）：ブリタンニアのレギニー族の首長。ベリミクスと対立している。
- ルーキウス・マルキウス・メモル（Lucius Marcius Memor）：鳥卜官。
- ケパルス（Cephalus）：メモルの付き人。
- モデストゥス（Modestus）：ブリタンニアに駐屯する冴えないローマ兵。
- ストリュティオー（Strythio）：モデストゥスと仲のよい同僚の兵卒。
- ウィルビア（Vilbia）：ブリトン人でモデストゥスの上官。
- クウィーントゥス・ハテリウス・ラトローニアーヌス（Q. Haterius Latronianus）：サルウィウスのお得意様の建築家。

## 邦訳
- 関野 清二（編訳）『ケンブリッジラテン語講座』 改訂新版、泰流社、1988年、ISBN 4884706323